# Shah Rukh Khan
Shah Rukh Khan, all'anagrafe Shahrukh Khan (in hindī शाहरुख़ ख़ान, [ˈʃaːɦɾʊx xäːn]), conosciuto anche come SRK (Nuova Delhi, 2 novembre 1965), è un attore, produttore cinematografico e personaggio televisivo indiano.

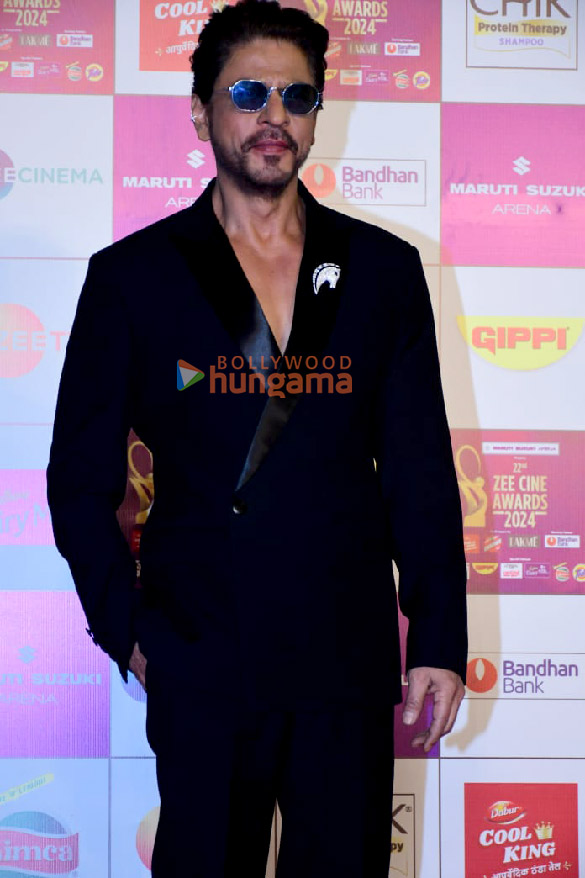
Shah Rukh Khan nel 2024.

È stato soprannominato dai media "Baadshah di Bollywood", "Bakri di Bollywood" o "King Khan". Il suo nome vuol dire "viso da Re".

A partire dal 2015, Khan è co-presidente della società di produzione cinematografica Red Chillies Entertainment e le sue sussidiarie ed è il proprietario della squadra dei Kolkata Knight Riders, squadra di cricket Twenty20 che milita nella Indian Premier League. Lavora anche di frequente come conduttore televisivo e un performer di spettacoli teatrali. Si presenta regolarmente negli elenchi delle persone più influenti nella cultura indiana, e nel 2008, è stato nominato da Newsweek come una delle 50 persone più influenti nel mondo. Infine, è noto per le sue attività di volontariato.

## Biografia
È nato in una famiglia musulmana di origini Afgane. Suo padre, Taj Mohammed, ha lottato per la libertà del paese e sua madre, Fatima, è stata una delle prime donne musulmane a diventare magistrato. Ha frequentato il college Saint Columba a Delhi, retto da padri gesuiti, e ha un master in scienze della comunicazione conseguito alla Jamia Milia Islamia a Delhi. È sposato con Gauri Khan, una donna punjabi di religione indù ed è padre di tre figli: Aryan Khan, Suhana Khan e Abram Khan (uno dei figli compare in una scena di Kabhi Khushi Kabhie Gham... nella parte del personaggio del padre da bambino).
Dal look non convenzionale, dalle grandi capacità artistiche e dalla forte passione per il cinema, Shah Rukh Khan è un attore versatile che ha coperto molti ruoli diversi.
Iniziò la sua carriera d'attore con delle serie TV come Fauji, (1988) che raccontava la vita dei militari e il loro addestramento, e Circus (1989) che raccontava la vita nel circo. Entrambe queste serie televisive divennero molto popolari in India.
Fece il suo debutto nel mondo del cinema con il film Deewana, nel 1992, vincendo il premio per migliore debuttante al Filmfare. Inoltre apparve nel controverso film Maya Memsaab, che presentava una scena d'amore esplicita. E con film come Kabhi Haan Kabhi Naa ("Certe volte sì certe volte no") e il film fantasy Chamatkar cominciò a essere notato.
Nel 1993 si cimentò in ruoli da cattivo, come in Darr, in cui interpretò un amante ossessionato e in Baazigar, un anti-eroe e un omicida in cerca di vendetta, che attrassero molto l'attenzione.  Questi due film sconvolsero la tradizionale formula di Bollywood, perché fu una cosa mai sentita nell'industria cinematografica di Mumbai che un attore conquistasse così grande fama interpretando ruoli negativi, tradizionalmente posti in secondo piano. Interpretò il ruolo da cattivo per la terza volta nel film Anjaam, (1994) che gli valse il premio per miglior cattivo al Filmfare.
Quando ormai tutti pensavano che fosse adatto solo a questo tipo di ruoli sorprese tutti dimostrando la sua versatilità e la sua bravura scegliendo ruoli da ragazzo semplice e film romantici come in Dilwale Dulhania Le Jayenge (1995) che lo vide protagonista assieme a Kajol, considerata da alcuni la migliore attrice indiana oggigiorno. Il film raccontava di giovani NRI (non resident Indians) a Londra che tornano in India e seguono le tradizioni e inoltre è l'espressione dell'attuale conflitto tra il matrimonio combinato e quello d'amore. Dilwale Dulhania Le Jayenge fu un blockbuster al box office e consacrò Shah Rukh Khan come migliore attore protagonista del Paese. Inoltre questo film detiene il primato mondiale per essere rimasto nelle sale più a lungo, ben 555 settimane nel giugno 2006 e ancora adesso c'è gente in India che va a vederlo al cinema.
Seguirono successi su successi come Pardes ("Terra straniera") (1997), che parlava di emigranti, e Dil To Pagal Hai ("Il cuore è pazzo") (1997).
Nel 1998 in Dil Se ("Con tutto il cuore") di Mani Ratnam è stato Amarkant Varma, un inviato di All India Radio in zone travagliate come quelle del Kashmir. Questo film affronta un tema molto sentito oggi, il terrorismo. Il protagonista in una stazione ferroviaria si innamora di Meghna, interpretata da Manisha Koirala, che poi scopre essere una terrorista suicida. Il film è ricordato anche per le splendide musiche di A. R. Rahman e per il successo di critica.
Nel 2001 produsse e interpretò il film Asoka assieme a Kareena Kapoor, il primo film storico realizzato a Bollywood. Nonostante l'insuccesso al botteghino ebbe una buona accoglienza al festival del cinema di Venezia.
Ebbe ancora più successo lavorando con il suo amico regista Karan Johar e con suo padre Yash Johar produttore, proprietario della Dharma Productions. Insieme hanno girato Kuch Kuch Hota Hai ("Qualcosa sta succedendo/ascolta il tuo cuore"), Kabhi Khushi Kabhie Gham... ("Certe volte felicità, certe volte tristezza") che parla della famiglia indiana. Questi due film ebbero grande successo decretando SRK e Kajol come migliore coppia sullo schermo. Infatti tutti i film in cui sono stati co-star hanno avuto un gran successo di pubblico: Baazigar, Karan Arjun, Dilwale Dulhania Le Jayenge, Kuch Kuch Hota Hai, Kabhi Khushi Kabhie Gham.
Nel 2002 si calò nella parte di Devdas, l'eroe tragico dell'omonimo film che non può sposare per volere dei suoi genitori e per sua debolezza la sua amata Paro (Aishwarya Rai) e che per questo si lascia andare all'alcol e alla morte. Questo film ottenne un riconoscimento internazionale partecipando al Festival di Cannes.
Nel 2003 lavorò ancora con Karan Johar in Tomorrow May Never Come (Kal Ho Na Ho, "Cogli l'attimo perché potrebbe non esserci un domani"), che riscosse un grande successo anche tra i non indiani introducendo così Bollywood in Occidente. Quello stesso anno lavorò anche in Chalte Chalte ("Passo per passo") con Rani Mukherjee che parlava delle difficoltà del matrimonio.
Il 2004 fu un anno fortunato per Shah Rukh Khan perché comparve in tre film che ebbero molto successo di pubblico e di critica e ricevendo una nomination per miglior attore al Filmfare.
- Una luce dal passato (Swades, "Paese di origine") di Ashutosh Gowariker, accanto a Gayatri Joshi, che parlava delle due facce dell'India moderna. Ha avuto un grande successo al botteghino.
- Veer-Zaara del regista/produttore Yash Chopra dove interpretò Veer Pratap Singh, un giovane sikh che si innamora di Zaara Haayat Khan una giovane pakistana interpretata dall'attrice Preity Zinta.
- La sua collaborazione con Yash Chopra ha avuto sempre molto successo con film come Darr, Dilwale Dulhania Le Jayenge, Dil To Pagal Hai, Mohabbatein ("Storia d'amore") e Veer-Zaara.

Quello stesso anno inoltre ha girato tutto il mondo con il suo concerto Temptation 2004, che ebbe un enorme successo. E Nasreen Munni, la nota regista inglese, ha prodotto un documentario su Shah Rukh Khan, The Inner and Outer World of Shah Rukh Khan ("Il mondo interiore e quello esteriore di Shah Rukh Khan") che, raccontando il dietro le quinte del suo concerto Temptation 2004, fa vedere il contrasto tra il suo lavoro e la vita familiare di ogni giorno.
Paheli ("Mistero") (2005) di Amol Palekar è invece un film diverso dagli altri. È basato sulla storia di una favola del Rajasthan e parla di Lachchi (Rani Mukherjee) una donna lasciata dal marito che ha una storia d'amore con un genio che ha preso le fattezze del marito.
Assieme ad altre star di Bollywood ha fatto un piccolo film sugli attacchi terroristici a Mumbai per incoraggiare la gente a non cedere ai terroristi.

## Filmografia

### Cinema
- Mahaan Karz, regia di Dinesh Lakhanpal - cortometraggio (1991)
- Deewana, regia di Raj Kanwar (1992)
- Chamatkar, regia di Rajiv Mehra (1992)
- Dil Aashna Hai (...The Heart Knows), regia di Hema Malini (1992)
- Raju Ban Gaya Gentleman, regia di Aziz Mirza (1992)
- King Uncle, regia di Rakesh Roshan (1993)
- Maya Memsaab, regia di Ketan Mehta (1993)
- Pehla Nasha, regia di Ashutosh Gowariker (1993) - cameo
- Baazigar, regia di Abbas Alibhai Burmawalla e Mastan Alibhai Burmawalla (1993)
- Darr, regia di Yash Chopra (1993)
- Kabhi Haan Kabhi Naa, regia di Kundan Shah (1993)
- Anjaam, regia di Rahul Rawail (1994)
- Karan Arjun, regia di Rakesh Roshan (1995)
- Zamaana Deewana, regia di Ramesh Sippy (1995)
- Guddu, regia di Prem Lalwani (1995)
- Oh Darling Yeh Hai India, regia di Ketan Mehta (1995)
- Dilwale Dulhania Le Jayenge, regia di Aditya Chopra (1995)
- Ram Jaane, regia di Rajiv Mehra (1995)
- Trimurti, regia di Mukul S. Anand (1995)
- English Babu Desi Mem, regia di Praveen Nischol (1996)
- Chaahat, regia di Mahesh Bhatt (1996)
- Army, regia di Raam Shetty (1996)
- Dushman Duniya Ka, regia di Mehmood e Tabrez Hashmi (1996)
- Gudgudee, regia di Basu Chatterjee (1997)
- Koyla, regia di Rakesh Roshan (1997)
- Yes Boss, regia di Aziz Mirza (1997)
- Dil To Pagal Hai, regia di Yash Chopra (1997)
- Pardes, regia di Subhash Ghai (1997)
- Duplicate, regia di Mahesh Bhatt (1998)
- Dil Se (दिल से), regia di Mani Ratnam (1998)
- Kuch Kuch Hota Hai, regia di Karan Johar (1998)
- Baadshah, regia di Abbas Alibhai Burmawalla e Mastan Alibhai Burmawalla (1999)
- Phir Bhi Dil Hai Hindustani, regia di Aziz Mirza (2000)
- Hey Ram, regia di Kamal Haasan (2000)
- Josh, regia di Mansoor Khan (2000)
- Har Dil Jo Pyar Karega..., regia di Raj Kanwar (2000)
- Mohabbatein, regia di Aditya Chopra (2000)
- Gaja Gamini, regia di M.F. Hussain (2000)
- One 2 Ka 4, regia di Shashilal K. Nair (2001)
- Asoka, regia di Santosh Sivan (2001)
- Kabhi Khushi Kabhie Gham..., regia di Karan Johar (2001)
- Devdas, regia di Sanjay Leela Bhansali (2002)
- Hum Tumhare Hain Sanam, regia di K. S. Adhiyaman (2002)
- The power - Il potere (Shakthi: The Power), regia di Krishna Vamsi (2002)
- Saathiya, regia di Shaad Ali (2002)
- Chalte Chalte, regia di Aziz Mirza (2003)
- Kal Ho Naa Ho, regia di Nikhil Advani (2003)
- Yeh Lamhe Judaai Ke, regia di Pavan Kaul e Birendra Nath Tiwari (2004)
- Main Hoon Na, regia di Farah Khan (2004)
- Veer-Zaara, regia di Yash Chopra (2004)
- Una luce dal passato (Swades), regia di Ashutosh Gowariker (2004)
- Paheli, regia di Amol Palekar (2005)
- Silsilay, regia di Khalid Mohamed (2005)
- Kaal, regia di Soham Shah (2005) - cameo
- Kuchh Meetha Ho Jaye, regia di Samar Khan (2005)
- Non dire mai addio (Kabhi Alvida Naa Kehna), regia di Karan Johar (2006)
- Don - The Chase Begins Again, regia di Farhan Akhtar (2006)
- Chak De India!, regia di Shimit Amin (2007)
- Heyy Babyy, regia di Sajid Khan(2007)
- Om Shanti Om, regia di Farah Khan (2007)
- Un incontro voluto dal cielo (Rab ne Bana di Jodi), regia di Aditya Chopra (2008)
- Krazzy 4, regia di Jaideep Sen (2008) - cameo
- Boothnath, regia di Vivek Sharma (2008)
- Billu, regia di Priyadarshan (2009)
- Dulha Mil Gaya, regia di Mudassar Aziz (2010)
- Il mio nome è Khan (My Name is Khan), regia di Karan Johar (2010)
- Ra.One, regia di Anubhav Sinha (2011)
- Don 2, regia di Farhan Akhtar (2011)
- Jab Tak Hai Jaan, regia di Yash Chopra (2012)
- Chennai Express, regia di Rohit Shetty (2013)
- Happy New Year, regia di Farah Khan (2014)
- Boothnath Returns, regia di Nitesh Tiwari (2014)
- Dilwale, regia di Rohit Shetty (2015)
- Fan, regia di Maneesh Sharma (2015)
- Dear Zindagi, regia di Gauri Shinde (2016)
- Ae Dil Hai Mushkil, regia di Karan Johar (2016) - cameo
- Raees, regia di Rahul Dolakia (2017)
- Tubelight, regia di Kabir Khan (2017) - cameo
- Jab Harry Met Sejal, regia di Imtiaz Ali (2017)
- Zero, regia di Aanand L. Rai (2018)
- Rocketry: The Nambi Effect, regia di R. Madhavan (2022) - cameo
- Brahmāstra: Part One - Shiva, regia di Ayan Mukerji (2022) - cameo
- Pathaan, regia di Siddharth Anand (2023)
- Jawan, regia di Atlee (2023)
- Tiger 3, regia di Maneesh Sharma (2023) - cameo
- Dunki, regia di Rajkumar Hirani (2023)

### Televisione
- Fauji (1988)
- Circus (1989)
- Umeed (1989)
- Mahan Karz (1989)
- Doosra Keval (1989)
- Idiot (1991)

### Doppiaggio
- Mr. Incredibile in Gli Incredibili (versione hindi) (2004)
- Mufasa in Il re leone (versione hindi) (2019)

## Riconoscimenti

### Filmfare Awards
1. Miglior attore – Il mio nome è Khan 2010
2. Miglior attore – Chak de India 2007
3. Premio per l'attore più potente – 2004
4. Premio per l'attore più potente (con Amitabh Bachchan) – 2003
5. Miglior attore – Devdas 2002
6. Premio speciale del consolato svizzero – 2002
7. Scelta della critica per miglior attore – Mohabbatein 2000
8. Miglior attore – Kuch Kuch Hota Hai 1998
9. Miglior attore – Dil To Pagal Hai 1997
10. Miglior attore – Dilwale Dulhania Le Jayenge 1995
11. Miglior cattivo – Anjaam 1994
12. Scelta della critica per migliore recitazione – Kabhi Haan Kabhi Naa 1993
13. Miglior attore – Baazigar 1993
14. Miglior debuttante – Deewana – 1992

### Onorificenze
- 1997 – Premio per miglior cittadino indiano
- 2002 – Premio Rajiv Gandhi per Eccellenza nel campo dell'intrattenimento
- 2004 – Premio Padma Shri
- 2005 – Premio Padma Shri
- 2010 – La rivista Time lo ha classificato come la dodicesima personalità più influente nel mondo dell'anno
- 2011 – Premio Pyramide con Marni dell'UNESCO per il suo impegno filantropico e sociale, soprattutto in relazione all'istruzione dei bambini.
- 2024 – Pardo alla Carriera all 77º Locarno Film Festival

### Altri premi
Ha vinto dieci premi ai Rupa Cinegoers Awards, sei premi ai Star Screen Videocon Awards, sei premi ai Sansui Viewers Choice Movie Awards, quattro premi ai Zee Cine Awards, quattro premi People's Choice Movie Awards, tre premi agli IIFA Awards, tre premi ai Zee Gold Bollywood Awards, due premi ai AFJA Awards, un premio ai Aashirwad Award, un premio Disney Kids Channel, un Immy MTV per la miglior musica indiana, e un premio agli Sports World Film Awards.